# Sangarcía (kommunhuvudort)
Sangarcía är en kommunhuvudort i Spanien.   Den ligger i provinsen Provincia de Segovia och regionen Kastilien och Leon, i den centrala delen av landet, 80 km nordväst om huvudstaden Madrid. Sangarcía ligger 942 meter över havet och antalet invånare är 445.
Terrängen runt Sangarcía är platt. Runt Sangarcía är det mycket glesbefolkat, med 5 invånare per kvadratkilometer. Närmaste större samhälle är Villacastín, 18,9 km söder om Sangarcía. Trakten runt Sangarcía består till största delen av jordbruksmark.